# Kenosee Lake
Kenosee Lake es un pueblo canadiense situado en la provincia de Saskatchewan.

## Superficie
Kenosee Lake tiene una superficie de 0,4 km².

## Demografía
En 2021, tenía 236 habitantes, una densidad poblacional de 593,1 hab./km², y 147 viviendas.